# Gura leului
Genul Antirrhinum conține specii de plante cunoscute sub denumirea generală de gura leului.
- Originea plantei se afla în bazinul mediteranean.
- Singura specie cultivata este Antirrhinum majus L.,  existând în jur de 40 specii.
- Înălțimea se încadrează în intervalul 20–100 cm în funcție  de soi. Înflorește din iunie pana toamna târziu.
- Este puțin pretențioasă la căldură. La formarea răsadurilor are nevoie de căldură (14-16 grade Celsius). Se dezvolta și înflorește mai bine la soare, iar terenul trebuie sa fie bogat în humus și să aibă capacitatea de a retine  apa și în același timp și de drenare pentru ca nu suporta solurile prea umede.
- Pentru răsaduri cea mai buna perioada este februarie-martie, în sera sau simplu în răsadnița. Când răsadul are aproximativ 6–8 cm înălțime se ciupește vârful astfel încât sa determine lăstărirea plantei din mugurii aflați la baza tulpinii.
- Plantarea răsadurilor în gradina se face în lunile aprilie, mai, la distante de 20– 40 cm în funcție și de vigoarea solului.
- Gura leului poate fi semănată și direct în gradină, atât primăvara cat și toamna, înainte de lăsarea gerurilor.
- Afânarea solului ajuta la dezvoltarea acestei plante.

## Specii

Gura Leului detaliu

Cuprinde circa 42  specii

## Legături externe
- „Antirrhinum” în Dicționar dendrofloricol la DEX online